# ハトゥナ・ゴガラゼ
ハトゥナ・ゴガラゼ（グルジア語: ხათუნა გოგალაძე、グルジア語ラテン翻字: Khatuna Gogaladze、1970年4月18日 – ）は、ジョージアの生物学者、政治家。2012年から2014年までイヴァニシヴィリ政権およびガリバシヴィリ政権で環境・天然資源保護大臣を務めた。

## 経歴
彼女は1992年にトビリシ国立大学生物学部を卒業。1993年から1998年まで同大学に遺伝学の研究員および教員助手として在籍。1998年から1999年までスクール・オブ・トゥモロー教員。2000年、中央ヨーロッパ大学で環境科学および環境政治学の修士号を取得。
2001年から2006年まで環境保護省に勤務。2003年、キエフで開催された第5回「ヨーロッパの環境」欧州閣僚会議にジョージア政府代表として参加。2007年以降は環境保護問題を扱ういくつかの専門組織に所属。2008年、インディアナ大学において環境政策および天然資源管理の修士号を取得。
2012年から2014年まで環境・天然資源保護大臣に在任。
2013年7月にインドのタタ財閥代表団と会談し、アチャリスツカリ川の水力発電所建設プロジェクトの状況その他の投資案件について検討を行った。2014年1月には日本からの環境政策に関する無償資金援助の署名に出席。2014年7月、ガリバシヴィリの内閣改造に伴い、大臣を退任。

## 私生活
英語とロシア語が堪能。既婚で、子供が3人いる。